# Fest-Marsch (1847)
Der Fest-Marsch ist ein Marsch von Johann Strauss (Sohn) (op. 49). Das Werk wurde am 29. August 1847 anlässlich eines Kirchweihfestes im Kaffeehaus des Unternehmers J. Kwiatkofsky in Wien erstmals aufgeführt. Der Titel wurde von Strauss (Sohn) am Ende des Jahrhunderts erneut verwendet.